# 湯斯伯里 (新澤西州)
湯斯伯里（英語：Townsbury）是位於美國新澤西州沃倫縣的非建制地區。

## 歷史
湯斯伯里的郵局於1828年設立，其後於1919年停運。

## 地理
湯斯伯里所處的海拔為高於海平面157米（即515英呎），而該地所採用的時區為UTC-5，即北美东部时区（EST）。同時該地設有夏令時間，為UTC-5調快一小時，即UTC-4（EDT）。